# Mike Ferguson (Schauspieler)
Michael „Mike“ Ferguson (* 1971) ist ein US-amerikanischer Schauspieler, Stuntman und Filmproduzent.

## Leben
2016 erfuhr Ferguson erste Fernsehrollen unter anderen in den Fernsehserien Silicon Valley, True Nightmares oder auch Marvel’s Agents of S.H.I.E.L.D. 2016 wirkte er im Musikvideo zum Lied Dueles der Musikgruppe Jesse & Joy und zum Lied Let Me Love You von DJ Snake und Justin Bieber mit. 2018 übernahm er eine Rolle im Musikvideo des Liedes Alone von Halsey, Big Sean und Stefflon Don. Im selben Jahr war er außerdem im Musikvideo zum Lied Ghost von Kulick zu sehen und übernahm eine Rolle als Bösewicht in vier Episoden der Fernsehserie Brobot. Weitere Mitwirkungen in Musikvideos hatte er in Lil Pumps Drug Addicts, in Logics One Day, das gemeinsam mit Ryan Tedder aufgenommen wurde, sowie in Disturbeds Are You Ready. Von 2019 bis 2020 stellte er in der Fernsehserie Death Squad die Rolle des Greg Thompson dar. 2021 spielte er die Rolle des Harrison Paul im Film Triassic Hunt. Eine größere Rolle übernahm er 2022 in The Last Deal als The Associate. In Camp of Fire wird er eine weitere große Rolle übernehmen.
Ferguson ist Vater von drei Töchtern.

## Filmografie (Auswahl)

### Schauspiel
- 2016: Silicon Valley (Fernsehserie, Episode 3x01)
- 2016: Guess Train (Kurzfilm)
- 2016: True Nightmares (Fernsehserie, Episode 2x01)
- 2016: Marvel’s Agents of S.H.I.E.L.D. (Fernsehserie, Episode 4x05)
- 2016: White Supremacy: Going Under (Fernsehdokumentation)
- 2016: Ice (Fernsehserie, Episode 1x01)
- 2016: The Lincoln
- 2017: Switched at Birth (Fernsehserie, Episode 5x10)
- 2017: Training Day (Fernsehserie, Episode 1x08)
- 2017: American Violence
- 2017: A Crooked Somebody
- 2017: Outlaw Origins (Fernsehfilm)
- 2018: Alien Anthropologists (Kurzfilm)
- 2018: Brobot (Fernsehserie, 4 Episoden)
- 2018: Ulysse from Mars: Double Check (Kurzfilm)
- 2018: Family Portrait (Kurzfilm)
- 2018: Silencer
- 2018: Papi Chulo
- 2018: ZombieCON
- 2018: Expiration Date: Bring Them Down (Fernsehfilm)
- 2018: The Saver (Kurzfilm)
- 2018: Oishi: Demon Hunter (Fernsehserie, Episode 1x18)
- 2019: Girls Night Interrupted (Kurzfilm)
- 2019: Kill John (Kurzfilm)
- 2019: Blue Light Melody (Fernsehfilm)
- 2019: Limbo
- 2019: Moon of the Blood Beast
- 2019: Nowhere to Run (Kurzfilm)
- 2019: D.O.G (Kurzfilm)
- 2019: Beyond the Law
- 2019: Fights Out of Nowhere 3 (Kurzfilm)
- 2019: Axegrinder 2
- 2019: Killers Anonymous – Traue niemandem (Killers Anonymous)
- 2019–2020: Death Squad (Fernsehserie, 5 Episoden)
- 2020: Malvolia: The Queen of Screams (Fernsehserie, Episode 3x15)
- 2020: Meathook Massacre Part VI: Bloodline
- 2020: Birds of Prey: The Emancipation of Harley Quinn
- 2020: Tales from the Campfire 3
- 2020: The Devils Heist
- 2020: Egg (Kurzfilm)
- 2020: Captain Carol's Cosmic Conquest (Fernsehserie)
- 2020: Run Rabbit Run (Kurzfilm)
- 2020: 5G Zombies
- 2020: Axed to Pieces
- 2020: Angry Asian Murder Hornets
- 2020: The Family Business (Fernsehserie, Episode 2x06)
- 2020: The Beast Beneath
- 2020: The Five Rules of Success
- 2020: Taken in L.A. – Verkaufte Unschuld (Angie: Lost Girls)
- 2020: Arachnado
- 2020: A Cry in the Dark
- 2020: Oddjob (Kurzfilm)
- 2020: Found Footage of Fear
- 2021: Triassic Hunt
- 2021: Toilet Zombie Baby Strikes Back
- 2021: Kilroy
- 2021: Finch & Skull (Fernsehfilm)
- 2021: Phobias
- 2021: One and the Same
- 2021: Knucks
- 2021: Amityville Hex
- 2021: Apex Predators
- 2021: Ebola Rex
- 2021: I Think You Should Leave with Tim Robinson (Fernsehserie, Episode 2x04)
- 2021: Animal Kingdom (Fernsehserie, Episode 5x08)
- 2021: Appetite for Sin
- 2021: Ashley Jones Is Perfectly Normal
- 2022: Amityville Karen
- 2022: Amityville Uprising
- 2022: Hellblazers
- 2022: You're Melting!
- 2022: Jaws of the drones
- 2022: Knightmare: Man or Bat (Kurzfilm)
- 2022: ShadowMarsh
- 2022: Last American Horror Show: Volume II
- 2022: Jack & Blue
- 2022: The Last Deal

### Stunts
- 2016: Knightmare: Man or Bat (Kurzfilm)
- 2016: White Supremacy: Going Under (Fernsehdokumentation)
- 2017: American Violence
- 2018: Silencer
- 2019: Beyond the Law
- 2019: Fights Out of Nowhere 3 (Kurzfilm)
- 2019–2020: Death Squad (Fernsehserie, 2 Episoden)
- 2020: Malvolia: The Queen of Screams (Fernsehserie, Episode 3x15)
- 2020: The Devils Heist

### Musikvideos
- 2016: Dueles von Jesse & Joy
- 2016: Let Me Love You von DJ Snake und Justin Bieber
- 2018: Alone von Halsey, Big Sean und Stefflon Don
- 2018: Ghost von Kulick
- 2018: Drug Addicts von Lil Pump
- 2018: One Day von Logic und Ryan Tedder
- 2018: Are You Ready von Disturbed
- 2019: Meek Mill von Meek Mill und Drake
- 2019: Jelly von Dirty D
- 2021: Sacrifice von Bebe Rexha
- 2021: Sorry von Deb Never
- 2021: September von James Arthur
- 2021: Bedroom Eyes von The Knocks und Studio Killers
- 2021: The Devil von Banks
- 2021: Industry Baby von Lil Nas X und Jack Harlow

### Produktion
- 2020: The Devils Heist
- 2020: Captain Carol's Cosmic Conquest
- 2020: Run Rabbit Run (Kurzfilm)
- 2020: Angry Asian Murder Hornets